# Siège de Stralsund (1807)
Pour les articles homonymes, voir Siège de Stralsund.
Quatrième Coalition
Batailles
- Cap-Vert (navale)
- San Domingo (navale)
- Río de la Plata
- Pornichet (navale)

- Raguse
- Castel-Nuovo

Campagne de Prusse (1806)
- Schleiz
- Saalfeld
- Auerstaedt
- Iéna
- Halle
- Magdebourg
- Stettin
- Lübeck
- Glogau
- Golymin
- Pułtusk
- Stralsund

Campagne de Pologne (1807)
- Eylau
- Ostrołęka
- Colberg
- Dantzig
- Guttstadt
- Heilsberg
- Friedland

Le siège de Stralsund dure du 30 janvier au 20 août 1807 pendant la campagne de Prusse et de Pologne et voit les troupes du Premier Empire capturer la ville portuaire de Stralsund tenue par une garnison de 15 000 soldats suédois sous le commandement du lieutenant-général Hans Henrik von Essen.

## Historique
Le maréchal Édouard Mortier impose un blocus pendant deux mois à la ville avant d'être rappelé sur un autre front.
Pendant son absence, les Suédois tentent de mettre fin au siège mais les Français contre-attaquent, aboutissant à une trêve. Celle-ci est en revanche violée par le roi Gustave IV Adolphe de Suède, le maréchal Guillaume Brune envoie alors ses 40 000 hommes à l'assaut de la forteresse.
Dépassés numériquement, les Suédois abandonnent ce port stratégique de la Baltique ainsi que l'île voisine de Rügen. Stralsund est alors occupée par les Français, mais est reprise brièvement par les Prussiens de Ferdinand von Schill en mai 1809 avant de redevenir sous contrôle français quelques jours plus tard.

## Conséquences
À la suite du congrès de Vienne de 1815 qui met un terme au Premier Empire, la ville est intégrée à la Poméranie prussienne.